# Aureonarius
Aureonarius Niskanen & Liimat. – rodzaj grzybów z rodziny zasłonakowatych (Cortinariaceae).

## Systematyka i nazewnictwo
Pozycja w klasyfikacji według Index Fungorum: Aureonarius, Cortinariaceae, Agaricales, Agaricomycetidae, Agaricomycetes, Agaricomycotina, Basidiomycota, Fungi.
Gatunki występujące w Polsce:
- Aureonarius limonius (Fr.) Niskanen & Liimat. 2022 – tzw. zasłonak cytrynowożółty
- Aureonarius callisteus (Fr.) Niskanen & Liimat. 2022 – tzw. zasłonak płomienny
- Aureonarius tofaceus (Fr.) Niskanen & Liimat. 2022 – tzw. zasłonak terowy

Nazwy naukowe na podstawie Index Fungorum. Wykaz gatunków i nazwy polskie według Władysława Wojewody. Gdy W. Wojewoda w 2003 r. podał polskie nazwy, gatunki te należały do rodzaju Cortinarius (zasłonak), po przeniesieniu do rodzaju Aureonarius stały się niespójne z aktualną nazwą naukową.